# Cardamine gunnii
Cardamine gunnii är en korsblommig växtart som beskrevs av Hewson. Cardamine gunnii ingår i släktet bräsmor, och familjen korsblommiga växter. Inga underarter finns listade i Catalogue of Life.